# Ocythoidae
Ocythoidae zijn een familie van weekdieren uit de klasse van de Cephalopoda (inktvissen).

## Geslacht
- Ocythoe Rafinesque, 1814